# Bonnie
Bonnie es una villa situada en el condado de Jefferson, Illinois, Estados Unidos. Tiene una población estimada, a mediados de 2023, de 367 habitantes.

## Geografía
La localidad está ubicada en las coordenadas 38°12′11″N 88°54′24″O / 38.20306, -88.90667 (38.203001, -88.906772). Según la Oficina del Censo, tiene una superficie de 3.30 km², correspondientes en su totalidad a tierra firme.

## Demografía
Según el censo de 2020, en ese momento había 374 personas residiendo en la localidad. La densidad de población era de 113.33 hab./km². El 91.71% de los habitantes eran blancos, el 0.27% era amerindio, el 0.27% era de otra raza y el 7.75% eran de una mezcla de razas. Del total de la población el, 0.80% eran hispanos o latinos de cualquier raza.